# Пуле, Жорж
Жорж Пуле (фр. Georges Poulet; 29 ноября 1902, Льеж — 31 декабря 1991, Брюссель) — бельгийский литературовед и литературный критик.
Иностранный член французской Академии моральных и политических наук (1984).

## Биография
Закончил Льежский университет (1927). Преподавал в Эдинбургском университете, Университете Джонса Хопкинса (Балтимор), университетах Цюриха и Ниццы. Испытал влияние феноменологической философии (Дильтей), немецкой культурно-исторической школы (Гундольф), философской антропологии Марселя и Башляра. Был тесно связан с женевской группой филологов (Жан-Пьер Ришар, Жан Руссе, Жан Старобинский и др.), хотя никогда не преподавал в Женеве.

## Научный подход
В центре трудов Пуле — близкое к экзистенциализму понимание литературы как опыта и анализ его авторского конструирования в формах литературного времени и пространства. Главный труд ученого — четырёхтомные «Исследования человеческого времени» (1949—1968).

## Основные труды
- Études sur le temps humain, Plon, 1949
- La Distance intérieure (Études sur le temps humain, vol. 2), Plon, 1952
- Le Point de départ (Études sur le temps humain, vol. 3), Plon, 1964
- Mesure de l’instant (Études sur le temps humain, vol. 4), Plon, 1968
- Les Métamorphoses du cercle, Plon, 1961
- L’Espace proustien, Gallimard, 1963
- La conscience critique, José Corti, 1971
- Entre moi et moi : Essais critiques sur la conscience de soi, José Corti, 1977
- La poésie éclatée, PUF, 1980.
- La Pensée indéterminée, 3 vol. (1985—1990) : De la Renaissance au romantisme ; Du romantisme au début du XXe siècle ; De Bergson à nos jours

## Влияние
Оказал воздействие на американское литературоведение (Джозеф Хиллис Миллер, Пол де Ман и др.)